# Melenchón
Se denomina melenchón a la canción y baile popular típico de las fiestas de la provincia de Jaén (España). En la ciudad de Jaén son típicos en la noche de San Antón y se suelen cantar y bailar alrededor de una lumbre mientras algunos van vestidos con el traje tradicional de la ciudad, la Pastira o el chirri. De igual modo, en otros municipios de la provincia se suelen bailar en Carnaval, incluso, también se bailan el día de la Candelaria en municipios como Escañuela. 
Sus letras tienen un toque picante y gracioso bastante superficial y versan sobre las relaciones amorosas y familiares.Este tipo de canción, aunque tiene su origen en un juego muy extendido por toda España, es privativa de la provincia Jaén y de Zuheros, en la provincia de Córdoba. 
A veces, se manifiesta como una especie de corro formado por hombres y mujeres que se va desplazando por las calles del pueblo, andando o moviéndose más rápido según la pendiente de las calles o el ritmo de la canción que cantan los componentes del corro. 